# 2007年朝鮮民主主義人民共和國地方選舉
朝鮮民主主義人民共和國第十七屆的地方選舉在2007年7月29日舉行，以選出全國27,390個道、市、郡及邑的「人民代表」。最終，本屆的投票率為99.82%，參選人當選率達100%。

## 資料來源
1. ↑  .   [2014-04-01]. （原始内容存档于2014-10-12）.